# Турчин, Тимофей Тарасович
Тимофей Тарасович Турчин (род. 1 сентября 1999, Сыктывкар) — российский игрок в мини-футбол. Выступает на позициях атакующего полузащитника, второго нападающего, плеймейкера. Кандидат в мастера спорта России (КМС) (2018). 
В 2021/2022 году в составе «Новая генерация» стал лучшим бомбардиром команды забив 16 голов.

## Клубная Карьера
За «Новую Генерацию—Д» дебютировал в 2018 году в матче чемпионата Высшей лиги зоны Восток с командой ЗИК.
За основную команду «Новая генерация» вышел на площадку в 2018 году, в последнем туре перед плей-офф в матче с «Синарой» за 5 минут до конца матча.

### Сезон 2019—2020
Начало карьеры в команде В начале своего пути в основной команде молодому игроку не удавалось закрепиться в стартовом составе. Он оказывался на скамейке запасных, наблюдая за игрой со стороны и мечтая о моменте, когда сможет проявить себя на поле. Переломный момент Однако, как это часто бывает в спорте, судьба решила изменить ситуацию. В середине сезона тренер Яшин, Вадим Викторович начал проявлять к нему доверие. Он заметил потенциал игрока и предоставил ему шанс выйти в стартовом составе. Успех на финише сезона Это решение стало настоящим подарком судьбы, и игрок воспользовался им по максимуму. В концовке сезона ему удалось блеснуть и продемонстрировать свои навыки, забив 7 голов. Этот успех стал важным шагом в его карьере и открыл новые горизонты для будущих достижений.

### Сезон 2020—2021
В сезоне 20-21 Тимофей часто выходил на площадку, однако игрового времени у него было не столь много, как хотелось бы. Несмотря на свои старания, ему удавалось проявить себя лишь в редких случаях, что в итоге отразилось на результативности: он забил всего 4 мяча. Тем не менее, каждое появление на поле давало ему ценный опыт и возможность заявить о себе, даже если данный сезон не стал для него по-настоящему успешным с точки зрения высоких результатов.

### Сезон 2022—2023
Этот сезон оказался значительно более успешным для Тимофея. С первых матчей команда омолодилась, и он занял место в стартовом составе, став одним из ключевых игроков. Его уверенная игра и лидерские качества позволили ему стать настоящим костяком команды. В результате, Тимофей проявил свои лучшие качества на поле и стал лучшим бомбардиром, забив впечатляющие 16 голов. Этот успех не только укрепил его позиции в команде, но и принес ему заслуженное признание среди болельщиков и тренеров.

### Сезон 2023—2024
Сезон выдался весьма непростым, как для команды в целом, так и для Тимофея в частности. На протяжении длительного времени нападающему не удавалось найти свою игровую форму и забить желанные голы. Однако во второй половине сезона произошел переломный момент: забитые мячи начали сыпаться один за другим. Этот флешбек вдохновения привел к впечатляющему результату — 15 голов в новом формате футзала. Тимофей не только наладил свою игру, но и нашел уверенность, которая позволила ему вновь стать важной частью команды. Его яркие выступления в заключительных матчах сезона стали настоящим символом возрождения и обернутой в радость надежды для преданных болельщиков.

### Сезон 2024—2025
Начало сезона Этот сезон для Тимофея начался с глубокого разочарования. Как только он вышел на поле, чтобы продемонстрировать свои навыки и страсть к игре, судьба сыграла с ним злую шутку. В самом начале турнира, в разгар эмоционального заряда и ожидания, он получил серьезную травму мениска. Это событие стало ударом не только для самого игрока, но и для команды, которая надеялась на его мастерство и лидерские качества. Поистине печальное начало, полное неуверенности и беспокойства о будущем, заставило многих задуматься, сможет ли Тимофей вернуться и вновь зажечь на футбольном поле. Несмотря на это, у него всегда была упорная решимость. Каждый день реабилитации стал испытанием, в котором ему нужно было встретиться с собственными страхами и физическими ограничениями, чтобы вновь обрести свою игру. На 28 декабря 2024 Тимофей практически готов продолжать сезон.

## Статистика Выступлений
Выступает в команде Новая генерация под номером 77 в роли нападающего, родился 1 сентября 1999 года, возраст 25 лет, рост 177 см, вес 65 кг..
Во время матча Новой генерации с КПРФ 10 апреля 2022 года в конце первого тайма на последних минутах Тимофей Турчин удачным голом в «девятку» сравнял счет на 2-2, однако в следующей атаке забил гол в свои ворота.
Как ведущий игрок клуба давал несколько интервью по работе команды.
| История переходов                  | История переходов | История переходов | История переходов |            |
| Клуб                               | №                 | Амплуа            | Заявлен           | Отзаявлен  |
| ---------------------------------- | ----------------- | ----------------- | ----------------- | ---------- |
| ФК "Новая генерация" (U-18)        | -                 | Нападающий        | 24.10.2016        | -          |
| ФК "Новая генерация-д" (Сыктывкар) | -                 | Нападающий        | 01.09.2018        | 06.09.2019 |
| ФК "Новая генерация" (Сыктывкар)   | -                 | Нападающий        | 06.09.2019        | 13.09.2019 |
| ФК "Новая генерация-д" (Сыктывкар) | -                 | Нападающий        | 13.09.2019        | -          |

| Общая статистика Тимофея Турчинова | Общая статистика Тимофея Турчинова | Общая статистика Тимофея Турчинова | Общая статистика Тимофея Турчинова |      |             |              |                 |                  |
| Сезон                              | Лига                               | Туры                               | Матчи                              | Голы | Голы с 6 м. | Голы с 10 м. | Желтые карточки | Красные карточки |
| ---------------------------------- | ---------------------------------- | ---------------------------------- | ---------------------------------- | ---- | ----------- | ------------ | --------------- | ---------------- |
| Сезон 20-21                        | PARI - высшая лига                 | 20                                 | 10                                 | 6    | 0           | 1            | 3               | 0                |

| Статистика Тимофея Турчинова (родился 1 сентября 1999 года, клуб Новая генерация | Статистика Тимофея Турчинова (родился 1 сентября 1999 года, клуб Новая генерация | Статистика Тимофея Турчинова (родился 1 сентября 1999 года, клуб Новая генерация | Статистика Тимофея Турчинова (родился 1 сентября 1999 года, клуб Новая генерация |    |    |
| Год                                                                              | Игры                                                                             | Голы (пенальти, 10-метровые)                                                     | Передачи                                                                         | ЖК | КК |
| -------------------------------------------------------------------------------- | -------------------------------------------------------------------------------- | -------------------------------------------------------------------------------- | -------------------------------------------------------------------------------- | -- | -- |
| За все годы                                                                      | 84                                                                               | 28                                                                               | 17                                                                               | 17 | 3  |
| 2024\2025                                                                        | 1                                                                                | 0                                                                                | 0                                                                                | 0  | 0  |
| 2023\2024                                                                        | 46                                                                               | 15 (1)                                                                           | 11                                                                               | 10 | 2  |
| 2022\2023                                                                        | 37                                                                               | 13 (0,1)                                                                         | 6                                                                                | 7  | 1  |

| Игрок Тимофей Турчин                            | Игрок Тимофей Турчин | Игрок Тимофей Турчин | Игрок Тимофей Турчин |           |          |    |    |
| Заявлен в турнир                                | Матчи                | Победы               | Голы                 | 10 метров | 6 метров | ЖК | КК |
| ----------------------------------------------- | -------------------- | -------------------- | -------------------- | --------- | -------- | -- | -- |
| 2019 Пари матч Высшая лига конференция «Восток» | 6                    | -                    | -                    | -         | -        | 1  | -  |
| 2019 Кубок России (предварительный этап)        | -                    | -                    | -                    | -         | -        | -  | -  |
| 2018 Высшая лига Конференция «Восток»           | 26                   | 3                    | 11                   | -         | -        | 4  | -  |
| Общая статистика                                | 32                   | 3                    | 11                   | -         | -        | 5  | -  |

| Игрок Тимофей Турчин (команды Новая генерация-99 и Новая генерация) | Игрок Тимофей Турчин (команды Новая генерация-99 и Новая генерация) | Игрок Тимофей Турчин (команды Новая генерация-99 и Новая генерация) | Игрок Тимофей Турчин (команды Новая генерация-99 и Новая генерация) |         |    |    |
| Турнир                                                              | Сезон                                                               | Команда                                                             | Голы                                                                | Автогол | ЖК | КК |
| ------------------------------------------------------------------- | ------------------------------------------------------------------- | ------------------------------------------------------------------- | ------------------------------------------------------------------- | ------- | -- | -- |
| Чемпионат России. Суперлига (Турнир идет)                           | 2024-25                                                             | Новая генерация (Сыктывкар)                                         | 0                                                                   | -       | -  | -  |
| Чемпионат России. Суперлига (Турнир завершен)                       | 2023-24                                                             | Новая генерация (Сыктывкар)                                         | 14                                                                  | 1       | 9  | 2  |
| Чемпионат России. Суперлига (Турнир завершен)                       | 2022-23                                                             | Новая генерация (Сыктывкар)                                         | 13                                                                  | 1       | 5  | 1  |
| Чемпионат России. Суперлига (Турнир завершен)                       | 2021-22                                                             | Новая генерация (Сыктывкар)                                         | 14                                                                  | 2       | -  | -  |
| Чемпионат России. Суперлига (Турнир завершен)                       | 2020-21                                                             | Новая генерация (Сыктывкар)                                         | 4                                                                   | -       | -  | -  |
| Чемпионат России. Суперлига (Турнир завершен)                       | 2019-20                                                             | Новая генерация (Сыктывкар)                                         | 7                                                                   | 1       | -  | -  |
| Кубок Эжвы (Турнир завершен)                                        | 2016                                                                | Новая генерация-99 (Сыктывкар)                                      | 1                                                                   | -       | -  | -  |
| Все чемпионаты                                                      | все сезоны                                                          | все команды                                                         | 53                                                                  | 5       | 14 | 3  |

В сезоне 2024\2025 года участвовал в матче Новой Генерации с Норильским никелем 30.08.2024 года.
По состоянию на 29 декабря 2024 года
| Выступление        | Выступление                                        | Выступление | Итого | Итого |
| Клуб               | Лига                                               | Сезон       | Игры  | Голы  |
| ------------------ | -------------------------------------------------- | ----------- | ----- | ----- |
| Новая Генерация-99 | Кубок Эжвы                                         | 2016        |       | 1     |
| Новая Генерация-99 | Первая Лига                                        | 2018/19     | 19    | 10    |
| Новая Генерация Д  | Высшая Лига Восток                                 | 2019/20     | 22    | 11    |
| Новая Генерация Д  | Высшая Лига Восток                                 | 2020/21     | 25    | 16    |
| Новая Генерация Д  | Высшая Лига Запад                                  | 2022/23     | 3     | 4     |
| Новая генерация    | PARI-Суперлига \| Чемпионат России по мини-футболу | 2019/20     |       | 7     |
| Новая генерация    | PARI-Суперлига \| Чемпионат России по мини-футболу | 2020/21     | 19    | 4     |
| Новая генерация    | PARI-Суперлига \| Чемпионат России по мини-футболу | 2021/22     | 20    | 14    |
| Новая генерация    | PARI-Суперлига \| Чемпионат России по мини-футболу | 2022/23     | 31    | 13    |
| Новая генерация    | PARI-Суперлига \| Чемпионат России по мини-футболу | 2023/24     | 46    | 14    |
| Новая генерация    | PARI-Суперлига \| Чемпионат России по мини-футболу | 2024/25     | 1     | 0     |
|                    | Итого                                              | Итого       | 186   | 83    |